# Odilon Kossounou
Kouakou Odilon Dorgeless Kossounou ([ ɔdilɔ̃ kɔsunu]; n. 4 ianuarie 2001, Abidjan, Coasta de Fildeș) este un fotbalist ivorian care joacă ca fundaș central sau fundaș dreapta la Atalanta în Serie A și la echipa națională a Coastei de Fildeș.

## Cariera pe echipe

### Primii ani
Kossounou și-a început cariera la academia ASEC Mimosas din Abidjan. După ce a fost descoperit la turneul de tineret Gothia Cup în 2016, a fost invitat pentru prima dată să se antreneze cu clubul suedez din Allsvenskan, Hammarby IF. A vizitat clubul de mai multe ori în următorii ani.

### Hammarby IF
Pe 11 ianuarie 2019, la scurt timp după vârsta de 18 ani, Kossounou a semnat un contract de patru ani cu Hammarby. Și-a făcut debutul competitiv pentru club pe 18 februarie, în cupă națională Svenska Cupen, oferind o pasă de gol lui Mats Solhem într-o victorie cu 3-0 împotriva lui Varbergs BoIS. Kossounou a continuat să facă nouă apariții în Allsvenskan pentru club, în special fiind votat om al meciului într-o remiză 2–2 pe teren propriu împotriva lui IFK Norrköping. La 8 mai 2019, Hammarby a ajuns la un acord cu clubul belgian Club Brugge pentru transferul lui Kossonou, în vigoare la 1 iulie în același an. Clubul a primit o taxă record pentru jucător, pentru o taxă de aproximativ 4 milioane de euro (sau 44 de milioane SEK) care ar putea crește mai mult sub rezerva bonusurilor, plus o clauză de vânzare de 10%.

### Club Brugge
La 1 iulie 2019, Kossounou și-a încheiat transferul la Club Brugge. În primul său sezon la club, Kossounou a câștigat o medalie de câștigător al ligii, Club Brugge fiind declarat campion în aprilie 2020, Liga Pro fiind întreruptă de pandemia de COVID-19 din Belgia.

### Bayer Leverkusen
Pe 22 iulie 2021, Kossounou s-a alăturat clubului din Bundesliga Bayer Leverkusen sub un contract de cinci ani pentru o sumă raportată de 23 de milioane de euro.

## Cariera internațională
Kossounou a debutat cu echipa națională a Coastei de Fildeș într-o remiză amicală 1–1 cu Belgia pe 8 octombrie 2020.
Kossounou a fost membru al echipei Coastei de Fildeș pentru Cupa Africii pe Națiuni din 2021 și a avut două apariții, fiind titular în victoria cu 3-1 împotriva Algeriei în faza grupelor.
În decembrie 2023, Kossounou a fost numit în echipa Coastei de Fildeș pentru Cupa Africii pe Națiuni din 2023. A început trei meciuri, inclusiv finala în care Coasta de Fildeș a câștigat împotriva Nigeriei cu scorul de 2–1.

## Stilul de joc
Kossounou joacă predominant ca fundaș central și excelează în abordare: membrele sale lungi și sincronizarea excelentă a intervențiilor sale îi conferă unul dintre cele mai mari rate de succes la abordare din Europa.

## Titluri
Club Brugge
- Prima Ligă belgiană: 2019–20,[12] 2020–21
- Supercupa Belgiei: 2021[19]

Bayer Leverkusen
- Bundesliga: 2023–24[20]

Coasta de Fildeș
- Cupa Africii pe Națiuni: 2023[21]